# Nancy Spain
Nancy Spain, née le 13 septembre 1917 à Newcastle upon Tyne, dans le Northumberland, en Angleterre, et morte le 21 mars 1964 à Aintree, dans le Lancashire, est une femme de lettres et une journaliste britannique, auteur de roman policier.

## Biographie
Elle fait des études à la Roedean School (en). Elle fait également des études artistiques, puis devient collaboratrice sportive pour des journaux locaux à Brighton. Pendant la Seconde Guerre mondiale, elle est incorporée dans la Women's Royal Naval Service.
En 1946, elle publie son premier roman, Death Before Wicket, puis, la même année, Racket de tennis (Poison in Play). En France, ce roman est le premier volume de la nouvelle collection de littérature policière féminine, intitulée Le Ruban noir, dirigée par Germaine Beaumont. Selon Michel Amelin, « Nancy Spain a mis ses solides connaissances sportives au service d'une intrigue qui se déroule dans les milieux du tennis anglais ».
En 1964, elle meurt dans un accident aérien.

## Œuvre

### Romans

#### SérieJohnny DuVivien
- Death Before Wicket (1946)
- Poison in Play (1946) Publié en français sous le titre Racket de tennis, Plon, coll. « Le Ruban noir » no 1 (1953)
- Murder, Bless It (1948)
- Death Goes On Skis (1949)
- Poison for Teacher (1949)

#### SérieMiriam Birdseye
- Cinderella Goes to the Morque (1950), aussi paru sous le titre Minutes to Murder
- R in the Month (1950)
- Not Wanted On Voyage (1951)
- Out, Damned Tot (1952)

#### Autres romans
- The Cat Strikes (1955)

### Autres ouvrages
- Thank You, Nelson (1945)
- Mrs Beeton and Her Husband (1948)
- Teach Tennant: The Story of Eleanor Tennant, the Greatest Tennis Coach in the World (1953)
- Why I'm Not A Millionaire (1956)
- A Funny Thing Happened to the Way (1964)
- The Nancy Spain All Colour Cookery Book (1967)

## Sources
: document utilisé comme source pour la rédaction de cet article.
- Claude Mesplède (dir.), Dictionnaire des littératures policières, vol. 2 : J - Z, Nantes, Joseph K, coll. « Temps noir », 2007, 1086 p. (ISBN 978-2-910-68645-1, OCLC 315873361), p. 809-810.